# Sandokan, le tigre de Bornéo
Pour les articles homonymes, voir Sandokan (homonymie).
Série
Les Pirates de Malaisie
(1964)
Pour plus de détails, voir Fiche technique et Distribution.
Sandokan, le tigre de Bornéo (Sandokan, la tigre di Mompracem) est un film d'aventure franco-hispano-italien réalisé par Umberto Lenzi, sorti en 1963.
Le film est une adaptation du roman d'Emilio Salgari, Les Tigres de Mompracem (it) (Le tigri di Mompracem) publié en 1900.

## Sy=nopsis
Sandokan est le chef d'un groupe de pirates installés sur l'île de Mompracem.
Les Anglais ont assassiné sa mère et emprisonné son père, le vieux sultan de Mulader, sur l'île de Labuan où le gouverneur local, lord Guillonk, fait annoncer publiquement l’imminence de son exécution.
Afin de délivrer son père, Sandokan se rend avec son ami Yanez à Labuan.
Après avoir capturé un messager envoyé par lord James Brooke depuis l'état voisin de Sarawak, Sandokan échafaude un plan destiné à prendre en otage le gouverneur. 
La petite troupe pénètre par surprise dans la résidence de lord Guillonk qui a cependant le temps de prendre la fuite. Sandokan s’empare alors de la nièce de lord Guillonk, la belle Mary Ann …

## Fiche technique
- Titre original : Sandokan, la tigre di Mompracem
- Titre français : Sandokan, le tigre de Borneo
- Réalisation : Umberto Lenzi, assisté de Victor Tourjansky, Jean Maumy, Gian Carlo Romitelli
- Scénario : Víctor Andrés Catena, Fulvio Gicca et Umberto Lenzi d’après Les Tigres de Mompracem (it)  d'Emilio Salgari
- Images : Angelo Lotti
- Son : Maurice Didelot
- Production : Solly V. Bianco
- Société de production : Filmes Rome, CFFP Paris, Océan Film Madrid
- Société de distribution : Comptoir Français Du Film / Robert De Nesle
- Pays de production :  Italie /  France /  Espagne
- Genre : Action et aventure
- Durée : 112 minutes
- Date de sortie : 
  - France : 30 décembre 1964

## Distribution
- Steve Reeves  (VF : René Arrieu) : Sandokan
- Genevieve Grad  (VF : elle-même)  : Mary Ann
- Andrea Bosic  (VF : Michel Gudin) : Yanez
- Rik Battaglia : Sambigliong
- Leo Anchoriz  (VF : Gabriel Cattand) : lord Guillonk
- Mario Valdemarin (en)  (VF : Georges Poujouly) : le lieutenant Ross
- Antonio Molino Rojo : le lieutenant Toymby
- Enzo Fiermonte  : le sergent Mitchell
- Nazzareno Zamperla  (VF : Albert Medina) : Pirangu
- Gino Marturano : Tananduriam
- Maurice Poli : Girobatol
- Joachim Oliveras : le lieutenant Appleton
- Wilbert Bradley : Pataan
- Ananda Kumar  (VF : Gérard Férat) : Twang Long, chef Dayak
- Giovanni Cianfriglia : Alamba
- Alejandro Barrera dit Dakar : Sabu
- Pietro Capanna : un homme de Sandokan

Version française réalisée par Léon et Max Kikoïne.

Directeur artistique : Daniel Gilbert.

Adaptation française de Max Morise.

Studio : C.T.M. Gennevilliers 1964.

## Suite
Steve Reeves et Andrea Bosic reprendront leurs rôles un an plus tard dans Les Pirates de Malaisie, toujours sous la direction d'Umberto Lenzi.